# Edmund Singer (Violinist)

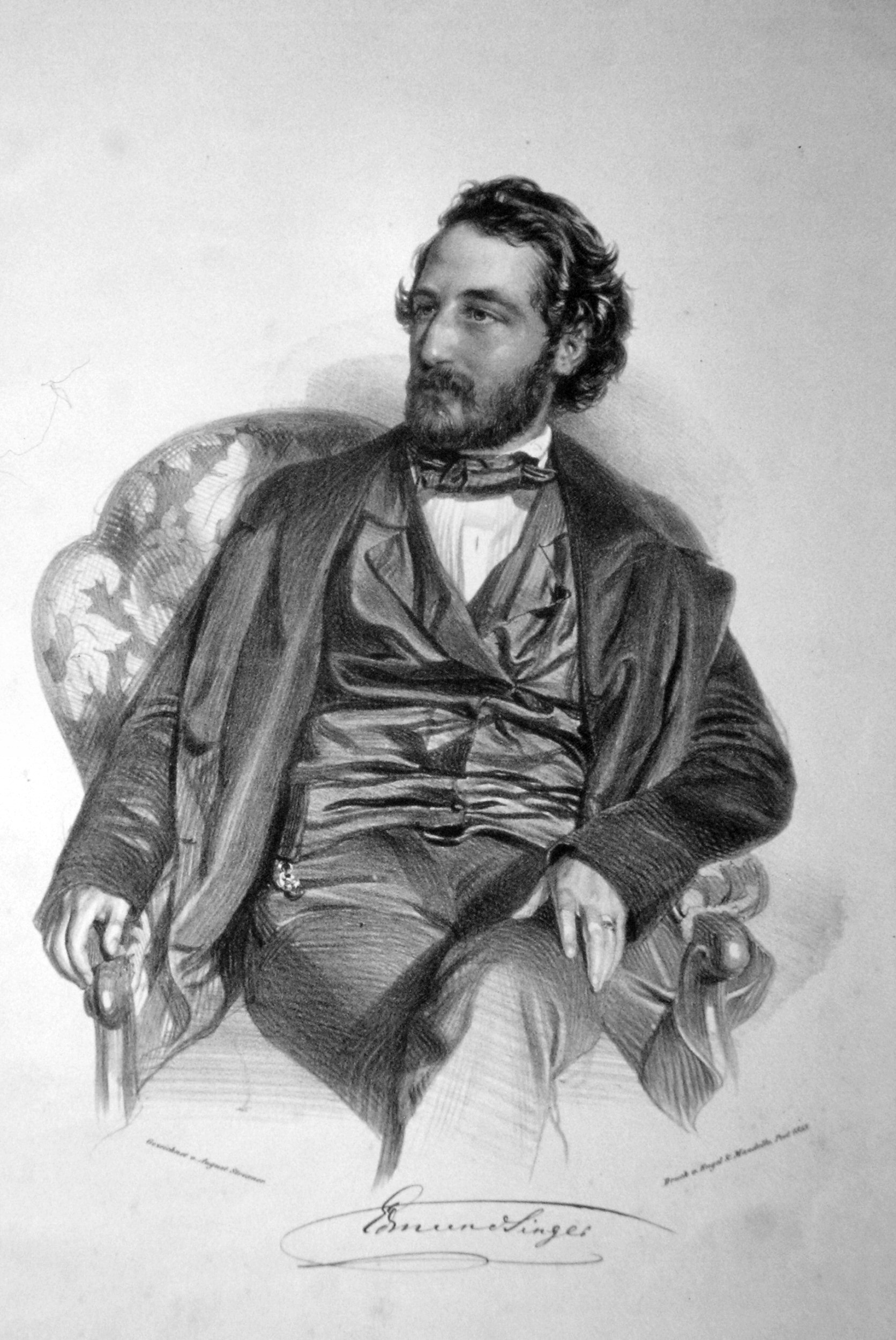
Edmund Singer, Lithographie von August Strixner, 1853

Edmund Singer (ungarisch Ödön Singer; * 14. Oktober 1831 in Tata, Ungarn; † 23. Januar 1912 in Stuttgart) war ein ungarischer Violinist und Violinpädagoge.

## Leben
Singer erhielt schon früh Geigenunterricht und unternahm bereits im Alter von 12 Jahren eine Konzerttournee durch Siebenbürgen. Er studierte zunächst am Konservatorium in Budapest bei Ellinger. Danach ging er nach Wien und studierte bei J. Böhm. Singer machte große Konzertreisen durch Europa, welche einen sensationellen Erfolg erbrachten. 1848 wurde er Orchesterdirektor am Deutschen Theater in Pest. Auf Empfehlung Franz Liszts wurde er 1854 Hofkonzertmeister in Weimar. 1861 wurde er Hofkonzertmeister in Stuttgart, wo er auch Lehrer am Konservatorium war. Ein Schüler von Singer war Martin Collin. Singer rief den Stuttgarter Tonkünstlerverein ins Leben, und er erwarb sich große Verdienste um das musikalische Leben in der schwäbischen Hauptstadt. 1864 wurde ihm der Titel des Kammervirtuosen verliehen. Er gründete und führte daneben das Singer-Quartett.

## Werke
- Capricen, Etuden, Phantasien für Violine
- Große theoretische praktische Violinschule in 2 Bänden (mit Max Seifriz[1])